# Cerceris ruficornis ruficornis
Cerceris ruficornis ruficornis é uma subespécie de insetos himenópteros, mais especificamente de vespas pertencente à família Crabronidae.
A autoridade científica da subespécie é Fabricius, tendo sido descrita no ano de 1793.
Trata-se de uma subespécie presente no território português.